# 南房秀久
南房秀久'（なんぼう ひでひさ）は、ライトノベル及び児童文学を中心に書く日本の小説家。

## 人物
『黄金の鹿の闘騎士』が第6回ファンタジア長編小説大賞の最終選考に残り、同作品で富士見ファンタジア文庫（富士見書房→角川書店富士見事業部→富士見書房(2期)→KADOKAWA富士見ブランド）よりデビュー。その後、全11巻のファンタスティック・サーガ「月蝕紀列伝」シリーズ、「トリシア先生」シリーズ（富士見版トリシア先生シリーズ）を発表する。なお、この3作は世界観が共有されている。
「トリシア先生」シリーズの展開中であった、2002年に学習研究社（現・学研ホールディングス）の学習雑誌である『科学と学習』（正確には『6年の学習』）の年期連載作として、同シリーズの外伝作である『トリシア、ただいま修行中！』を上梓。これをもって「トリシア先生シリーズ」は2つの異なる出版社をまたがるシリーズになる。同時に、この事により児童文学の文壇にもデビューする事となった。のち「トリシア先生シリーズ」は富士見書房側の再編および編集方針の改革によって打切となったが、学研側で展開されたシリーズの方は「トリシアシリーズ」として15年近く続く定番のロングランとなり、名実ともに南房児童文学を代表する作品となった。
趣味はスポーツ観戦、映画＆音楽鑑賞など。仕事の合間のリフレッシュと称して、ゲームにハマる日々を送る。

## 作品

### トリシア先生シリーズ
- トリシア先生シリーズ (富士見ファンタジア文庫) 4巻まで発表（未完）
  - トリシアシリーズ (学研エンタティーン倶楽部) 全10巻
  - トリシアは魔法のお医者さん!!（学研教育出版）全10巻
  - 魔法医トリシアの冒険カルテ（学研プラス）全6巻

### その他の作品
ライトノベル
- 黄金の鹿の闘騎士（富士見ファンタジア文庫）全1巻
- 月蝕紀列伝 (富士見ファンタジア文庫)　全11巻
- フリッカー・エンジェルズ（富士見ファンタジア文庫）全2巻
  1. 嵐を呼ぶやつら
  2. 私の愛したギャング
- ハード・デイズ・ナイツ（富士見ミステリー文庫）全11巻
- ANGELシリーズ（富士見ミステリー文庫） 全2巻
  1. 天国?へのトビラ
  2. オールルームズ ロックアウト!
- 9 TAILS (富士見ファンタジア文庫)全3巻
  1. 疾風のサキ
  2. 聖巫女の預言
  3. 刻の終わりに
- SHADEシリーズ（富士見ミステリー文庫）全2巻
  1. SHADE Lost in N.Y.
  2. SHADE ― Italian Connection
- ストライクウィッチーズ 乙女ノ巻（角川スニーカー文庫）全4巻
- ストライクウィッチーズ2（角川スニーカー文庫）全2巻
- アリス・イン・ゴシックランド（角川スニーカー文庫）全3巻
  1. 霧の都の大海賊
  2. 怪盗紳士と大聖堂の秘法
  3. 吸血機ドラキュラ
- ストライクウィッチーズ劇場版 -還りたい空-（角川スニーカー文庫）全1巻
- ノーブルウィッチーズ（角川スニーカー文庫）全8巻

児童書
- 水の都のフローラ（エンタティーン倶楽部）全2巻
- スレイヤーズ（角川つばさ文庫）全2巻 - つばさ文庫用にリメイクした作品
- ないしょでアイドル♪晴香、男の子に!?（角川つばさ文庫）
- 華麗なる探偵アリス&ペンギン（小学館ジュニア文庫）既刊19巻

1. （サブタイトル無し）
2. ワンダー・チェンジ!
3. ミラー・ラビリンス
4. サマー・トレジャー
5. トラブル・ハロウィン
6. ペンギン・パニック!
7. ミステリアス・ナイト
8. アリスVS.ホームズ!
9. アラビアン・デート
10. パーティ・パーティ
11. ホームズ・イン・ジャパン
12. ウィッチ・ハント!
13. ファンシー・ファンタジー
14. リトル・リドル·アリス
15. ゴースト・キャッスル
16. ウェルカム・ミラーランド
17. ウィシュ・オン・ザ・スターズ
18. ダンシング・グルメ
19. ペンギン・ウォンテッド！
20. キャッツ・イン・ザ・スカイ
21. スパイ・スパイ
22. ハッピー・ホラー・ショー
23. スイーツ＆モンスターズ
24. イッツ・ショータイム！

- 天才発明家ニコ＆キャット（小学館ジュニア文庫）

1. （サブタイトル無し）
2. キャット、月に立つ!

- 大きくなってよ アントマン!（小学館） - 絵本
- 探偵ハイネは予言をはずさない（小学舘ジュニア文庫）既刊2巻

1. （サブタイトル無し）
2. ハウス・オブ・ホラー
3. デートタイム・ミステリー
4. スクール・ゴースト・バスターズ
5. ファントム・エイリアン

時代小説
- おっとり若旦那 事件控（富士見時代小説文庫）
  1. 大江戸世間知らず
  2. 大江戸遊び暮らし
  3. 大江戸宝さがし
  4. 大江戸浮かれ歩き

漫画原作
- 学研まんが NEW世界の歴史（学研プラス）
  - 1巻 先史時代と古代オリエント
  - 2巻 ギリシア・ローマと地中海世界
  - 4巻 イスラーム世界とヨーロッパ世界の成立
  - 5巻 十字軍とモンゴル帝国
  - 6巻 ルネサンスと大航海時代
  - 10巻 第一次世界大戦とロシア革命
  - 11巻 世界恐慌と第二次世界大戦
  - 12巻 冷戦と冷戦後の世界
- 学研まんが NEW日本の伝記 西郷隆盛 （学研プラス）

## テレビ出演
今年最後に乾杯したい人いませんか？ ～笑いと涙の人生ドラマ連発ＳＰ～　テレビ東京　2020年12月29日放送。　　街頭インタビューで乾杯したい人として南房を挙げた女性ファンが南房本人と酒を酌み交わす様子が放送された。